# Hestrie Cloete
Hestrie Storbeck-Cloete (Germiston, 26 agosto 1978) è un'ex altista sudafricana, due volte campionessa mondiale della specialità.

## Biografia
Cresciuta nella città ferroviaria di Coligny, fu scoperta dal suo principale allenatore Martin Marx a 13 anni. Colse la sua prima medaglia di rilievo internazionale ai Giochi olimpici di Sydney 2000, dove vinse l'argento.
Da quel momento iniziò una rapida ascesa che la portò a vincere l'oro ai Mondiali del 2001 ad Edmonton e del 2003 a Saint-Denis dove stabilì il suo primato con 2,06 m, precedendo la russa Marina Kupcova e la svedese Kajsa Bergqvist. In quella gara la Cloete provò anche a battere il record mondiale, ma fallì tutti e tre i tentativi a 2,10 m.
Nel 2002, nel frattempo, vinse l'oro sia ai Giochi del Commonwealth di Manchester, sia alla Coppa del mondo di Madrid. Nel 2004, dopo la partecipazione ai Giochi olimpici di Atene dove s'aggiudicò l'argento, decise di ritirarsi dall'attività
In carriera ha vinto svariate medaglie in competizioni internazionali e continentali di atletica leggera, di cui nove medaglie d'oro. Si è aggiudicata, inoltre, due Grand Prix Final ed una World Athletics Final.

## Record nazionali

### Seniores
- Salto in alto: 2,06 m ( Saint-Denis, 31 agosto 2003)
- Salto in alto indoor: 1,97 m ( Birmingham, 18 febbraio 2001)

## Palmarès
| Anno | Manifestazione          | Sede         | Evento        | Risultato | Prestazione | Note                                     |
| ---- | ----------------------- | ------------ | ------------- | --------- | ----------- | ---------------------------------------- |
| 1995 | Giochi panafricani      | Harare       | Salto in alto | Oro       | 1,85 m      | [ 3 ]                                    |
| 1996 | Mondiali juniores       | Sydney       | Salto in alto | 6ª        | 1,85 m      |                                          |
| 1997 | Mondiali                | Atene        | Salto in alto | 10ª       | 1,90 m      |                                          |
| 1998 | Campionati africani     | Dakar        | Salto in alto | Oro       | 1,92 m      | [ 4 ]                                    |
| 1999 | Mondiali                | Siviglia     | Salto in alto | 14ª       | 1,89 m      |                                          |
| 1999 | Giochi panafricani      | Johannesburg | Salto in alto | Oro       | 1,96 m      | [ 3 ]                                    |
| 2000 | Giochi olimpici         | Sydney       | Salto in alto | Argento   | 2,01 m      |                                          |
| 2001 | Mondiali                | Edmonton     | Salto in alto | Oro       | 2,00 m      | Miglior prestazione personale stagionale |
| 2002 | Giochi del Commonwealth | Manchester   | Salto in alto | Oro       | 1,96 m      |                                          |
| 2002 | Campionati africani     | Tunisi       | Salto in alto | Oro       | 1,95 m      | [ 4 ]                                    |
| 2003 | Mondiali                | Parigi       | Salto in alto | Oro       | 2,06 m      | Miglior prestazione mondiale stagionale  |
| 2004 | Campionati africani     | Brazzaville  | Salto in alto | Oro       | 1,95 m      | [ 4 ]                                    |
| 2004 | Giochi olimpici         | Atene        | Salto in alto | Argento   | 2,02 m      |                                          |

## Altre competizioni internazionali
1998
- Argento in Coppa del mondo ( Johannesburg), salto in alto - 1,96 m[5]

1999
- Oro alla Grand Prix Final ( Monaco di Baviera), salto in alto - 1,96 m[6]

2001
- Oro alla Grand Prix Final ( Melbourne), salto in alto - 1,98 m[6]
- Oro ai Goodwill Games ( Brisbane), salto in alto - 2,00 m[7]

2002
- Oro in Coppa del mondo ( Madrid), salto in alto - 2,02 m[5]

2003
- Oro alla World Athletics Final ( Monaco), salto in alto - 2,01 m[8]

2004
- 5ª alla World Athletics Final ( Monaco), salto in alto - 1,95 m

## Riconoscimenti
- Atleta mondiale dell'anno (2003)